# Narthecium
Narthecium, im Deutschen Moorlilien, Beinbrech, Ährenrinsen oder Ährenlilien genannt, ist eine Pflanzengattung in der Familie der Nartheciaceae. Die etwa sieben Arten besitzen ein disjunktes Areal auf der Nordhalbkugel.

## Beschreibung

### Vegetative Merkmale

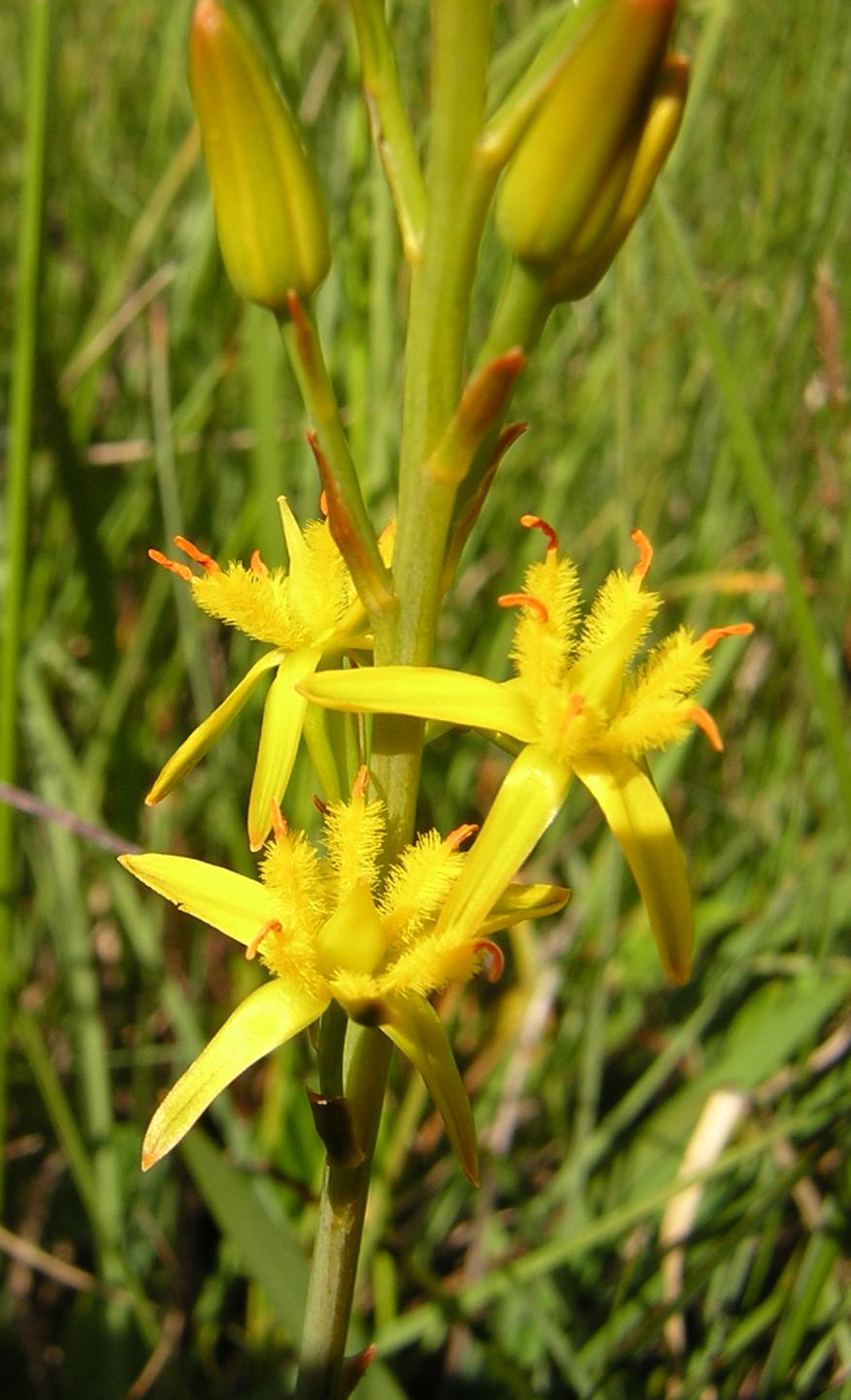
Beinbrech (Narthecium ossifragum), Blütenstand

Narthecium-Arten wachsen als ausdauernde krautige Pflanzen, die Wuchshöhen von 10 bis 50 cm erreichen. Diese Geophyten bilden kriechende Rhizome als Überdauerungsorgane aus. Der klebrige Stängel ist steif und aufrecht, er verläuft unterirdisch weiter und hat dort einen leichten Faserschopf. Die drei bis sechs grundständigen Laubblätter sind schwertförmig. 

### Generative Merkmale
Auf aufrechten, beblätterten Blütenstandsschäften befinden sich die endständigen, lockeren, traubigen Blütenstände. Die Blüten sind dreizählig. Die sechs gleichgeformten Blütenhüllblätter (Tepalen) sind weitgehend frei und gelb bis grünlichgelb. Die weißen Staubfäden sind dicht flaumig behaart, die Staubbeutel sind linealisch. Drei Fruchtblätter sind zu einem dreikammerigen, oberständigen Fruchtknoten verwachsen.
Es werden dünnwandige eiförmige bis lanzettlich-eiförmige, dreikammerige Kapselfrüchte gebildet. Der hellgelben, fadenförmig-ellipsoiden Samen ist an beiden Enden geschwänzt. 
Die Chromosomengrundzahl beträgt x = 13.

### Inhaltsstoffe
Sie sind giftig durch das Saponin Narthecin, es ist ein Lebergift.

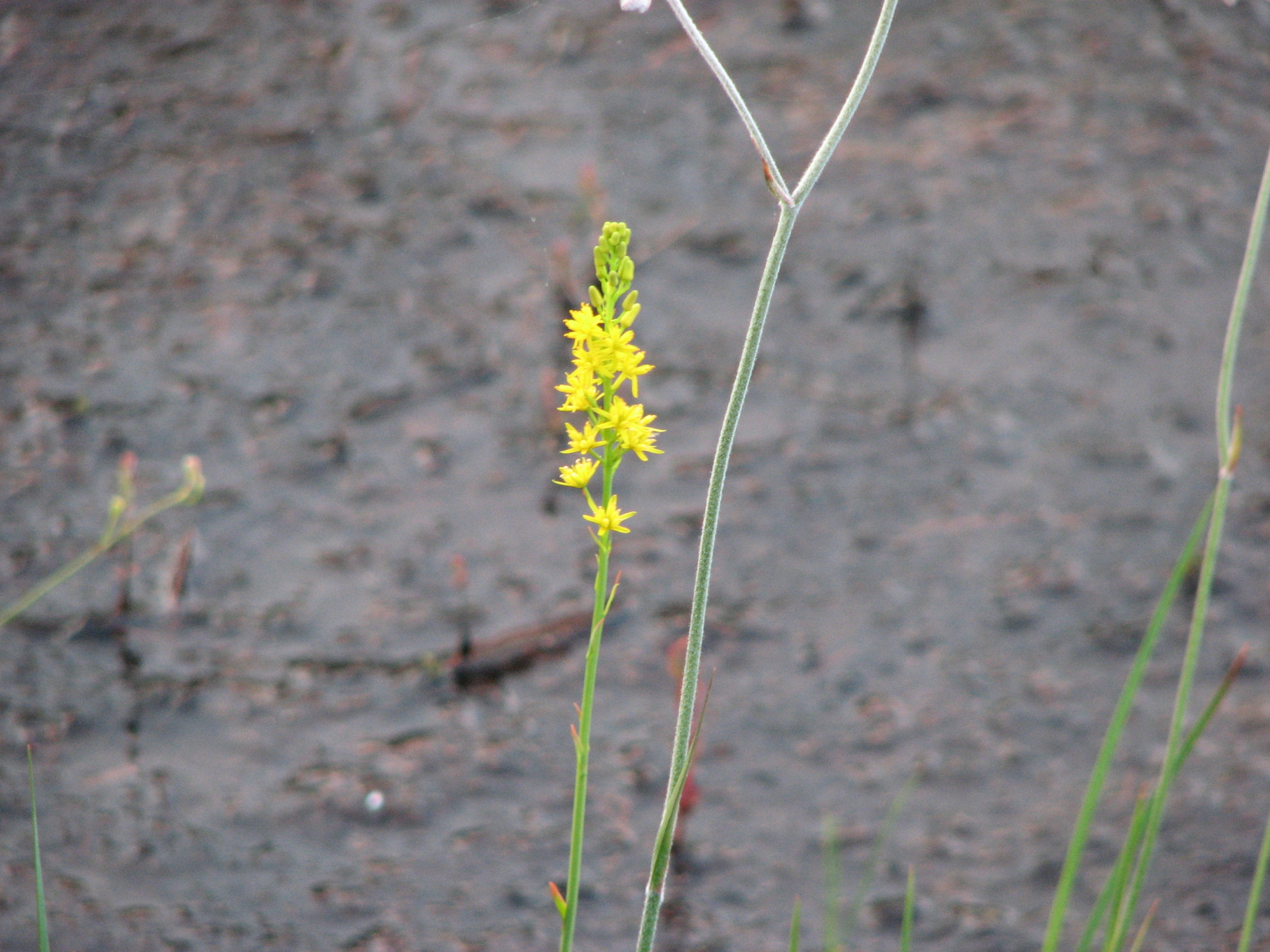
Narthecium americanum

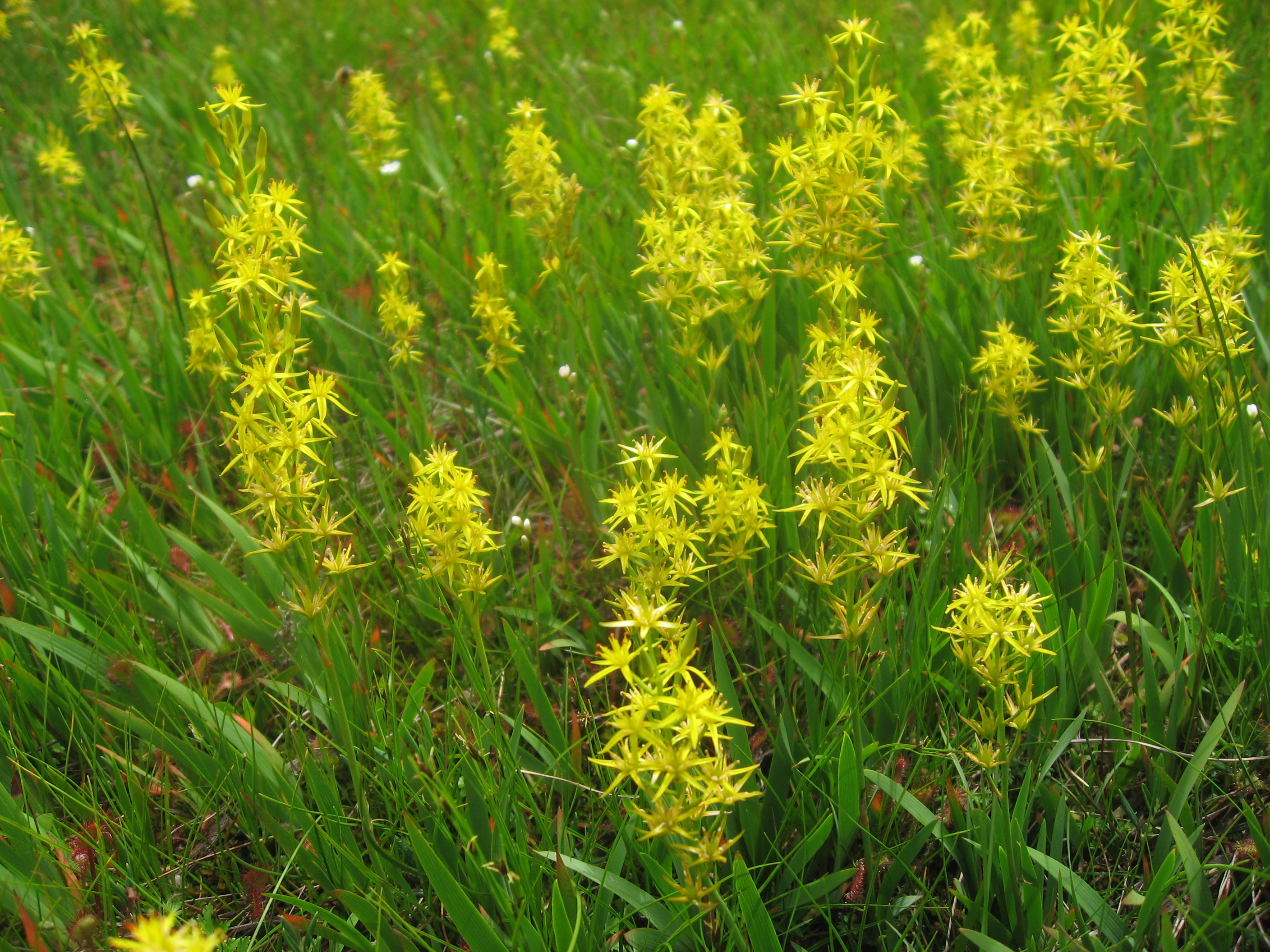
Narthecium asiaticum in der Präfektur Fukushima in Japan

## Systematik und Verbreitung
Die Gattung Narthecium besitzt ein stark disjunktes Areal: mit drei Arten in Europa, einer Art in Vorderasien, einer Art in Ostasien und drei Arten in Nordamerika.
Die Gattung Narthecium wurde bisher in die Familie der Melanthiaceae oder Liliaceae eingeordnet. Die Erstveröffentlichung der Gattung Narthecium erfolgte 1762 durch William Hudson in Flora Anglica. Typusart ist Narthecium ossifragum (L.) Huds. Ein Synonym für Narthecium Huds. ist Abama Adans. Der wissenschaftliche Name leitet sich vom griechischen Wort narthex für Stab ab, dies liegt in der Blütenstandsform begründet.
In der World Checklist of Nartheciaceae (Kew) werden folgende acht Arten anerkannt:
- Narthecium americanum Ker Gawl. (Syn.: Abama americana (Ker-Gawl.) Morong, Abama montana Small, Narthecium ossifragum var. americanum (Ker-Gawl.) A.Gray): Sie kommt an der Ostküste Nordamerikas vor.[1]
- Narthecium asiaticum Maxim.: Sie kommt im nördlichen und zentralen Japan vor.[1]
- Narthecium balansae Briq.: Sie kommt in der nordöstlichen Türkei und westlichen Kaukasus vor.[1]
- Narthecium californicum Baker: Sie kommt in Oregon und Kalifornien vor.[1]
- Narthecium montanum (Small) Grey: Sie kommt nur in North Carolina vor.[1]
- Moorlilie, Beinbrech, Gelbe Moorlilie, Moor-Ährenlilie (Narthecium ossifragum (L.) Huds., Syn.: Anthericum ossifragum L.): Sie kommt im nördlichen und westlichen Europa von Schweden bis Portugal vor.[1]
- Narthecium reverchonii Čelak.: Die Heimat ist Korsika.[1]
- Narthecium scardicum Košanin: Sie kommt vom nordöstlichen Albanien bis nordwestlichen Griechenland vor.[1]